# Схумпанбум
Схумпанбум (или Сумпрабум) је град на југу рајона Путао, на северу савезне Државе Качин, која се налази у северном делу Мјанмарске Уније.